# Zhiwar Rashid
Zhiwar  Najmudin Rashid, född 16 september 1988 i Saryas, är en svensk författare.
Zhiwar Rashid växte bland annat upp i Halabja, och kom med sin familj till Vårgårda 2002. Åren 2010–2014 bodde han i Östersund där han utbildade sig till socionom. Rashid utbildade sig 2016–2018 på Biskops-Arnös författarlinje.
År 2024 belönades han med Sveriges Radios novellpris.